# Глянцеве видання
«Глянцеве» видання (від нім. glanz - той, що блищить) — ілюстроване періодичне друковане видання, високої поліграфічної якості, найрізноманітнішої тематики.

## Історія появи
«Глянцеві» видання набули масового поширення в останні 5 – 10 років. Це специфічний вид друкованих видань. Варто зазначити, що певна розмитість власне поняття «глянцеве видання» ускладнює його ідентифікацію як виду. Якісна поліграфія, наявність реклами та розмаїття тематики не є остаточними та визначальними критеріями приналежності якогось конкретного видання до типу «глянцеве». Проблема типологізації сучасних журнальних видань, відсутність чіткої системи критеріїв для визначення зокрема «глянцевих» видань дозволяють стверджувати про недостатній рівень наукового та практичного вивчення цього феномену.

## Тематика та зміст
«Глянцеве» видання – продукт масової культури, який розрахований на відпочинок читача, тому він повністю уникає серйозні теми, аполітичний та створює ілюзію вічного свята життя. Обираються найбільш виграшні теми, з поля зору видалені всі проблеми і складнощі, таким чином, у читача створюється ілюзія власного «глянцевого» життя.
Класифікація «глянцевих» журналів здійснюється шляхом аналізу їх змістової спрямованості. Більшість з них обмежені гендерними рамками, тобто адресовані аудиторії певної статі. Статті найчастіше присвячені конкретному колу тем: мода, дизайн, покупки, відпочинок, здоров'я, хобі, кар'єра, міжособистісні стосунки. Наприклад, з матеріалів, розміщених у розділі «Життя», можна дізнатися про найяскравіші та найцікавіші події світського життя. Кінопрем'єри, модні покази, вручення премій в різних областях - все те, що привертає увагу зірок, цікаво, на думку творців, і середньостатистичному читачеві.
Щодо тематичних рубрик, найбільш «глянцевих» видань є наступні: Світське життя (висвітлення різноманітних подій, що відбулися у світі шоу – бізнесу); Тематичні статті; Життєві рубрики; Події шоу – бізнесу (концерти, виставки, кінопрем’єри, театральні вистави, літературні новинки); Репортажі; Мода; Краса; Здоров’я; Кухня; Відпочинок; Гороскопи, тести, гумор; Реклама. Слід зауважити, що розподіл матеріалу за рубриками має дещо відносний характер, оскільки досить часто виникають ситуації, коли один і той самий матеріал можна одночасно віднести до двох, а то й відразу трьох тематичних рубрик. Крім того, відмінність між змістом рубрик нерідко досить незначна.

## Стиль написання статей
«Глянцеві» видання можна охарактеризувати як видання, для яких провідною рисою є «легкість» подання матеріалу. Тобто, стиль написання статей в таких журналах є легким для сприйняття, але водночас саме ця простота є найлегшим способом нав’язати читачам певні стереотипи поведінки, спосіб життя, стиль одягу.
Беручи до уваги те, що головною метою статей будь – якого «глянцевого» видання є не навантажувати читача якоюсь складною для сприйняття та за тематикою інформацією, можна зробити висновок, що автори статей для «глянцевих» журналів свідомо уникають вживання лексики, що несла б складне смислове навантаження. Найчастіше використовується словниковий запас, що є характерним для будь – якого пересічного читача. Разом з тим, деякі видання навмисно використовують стиль, який може повністю відштовхнути читачів не його кола. Їхня головна мета - допомогти своїй аудиторії відчути себе частиною певної спільноти. Або, щонайменше, дати зрозуміти, що цей журнал читають тільки люди з однаковими поглядами, припустімо на музику або моду.

## Рекламний блок
Важливим елементом «глянцевого» видання є реклама. Цей тип видань є дуже ефективним рекламоносієм з наступних причин: своєю практичністю (можна брати з собою усюди), тривалістю читання та зберігання, можливо, більшою кількістю читачів на один екземпляр видання, чітко визначеною цільовою аудиторією кожного видання. Реклама – основний прибуток таких журналів. Більша частина візуальної інформації, так чи інакше, є рекламним матеріалом. З цієї причини весь журнал перетворюється на своєрідний рекламний каталог, який розбавлено практично невеличкими уривками нерекламної інформації. Рекламуються споживчі товари в залежності від рівня і спрямованості видання, де вся рекламна продукція – це світ розкошів.

## Форма
Для «глянцевих» видань форма відіграє не менш важливу роль, аніж змістове наповнення. Деякі з дослідників періодичних видань наводять наступні критерії ідентифікації «глянцевих» видань:
- Перший. Він у слові «глянцевий». Ці журнали виходять, як правило, раз на місяць, і вони набагато товщі, ніж щотижневі. Отже, читаються протягом великого проміжку часу, часто переходять з рук в руки. Тому, навіть, з чисто практичних міркувань, вони друкуються на більш щільному папері і мають стійку глянцеву обкладинку, що, до речі, суттєво впливає на їх вартість.
- Другий. Стосується поняття «lifestyle». Читаючи журнал «lifestyle», людина отримує більш менш повне уявлення про стиль життя тієї соціальної групи, до якої належить чи хоче належати. До того ж, отримуючи інформацію, що стосується найрізноманітніших сторін своїх відносин зі світом, людина між рядків поглинає філософію, образ мислення, способи комунікації і взагалі мову (в широкому значенні цього слова), які властиві цій соціальній групі.
- Третій. Ознакою цих видань є найякісніше поліграфічне виконання. Ілюстрації в цих журналах є найяскравішим прикладом використання всіх інформативно – зображальних та художньо виразних можливостей сучасного фотомистецтва. Цей фактор є надто важливим, адже, придбавши журнал, читачі в першу чергу звернуть увагу на його кольорову розмаїтість, якість паперу та чіткість виконання друку.
- Четвертий. Цей критерій плавно витікає з попереднього: «глянцеві» журнали не читають, а проглядають. Навколишнє середовище сучасної людини являє собою особливий візуальний простір, все схиляється до споглядання. А в «глянцевих» журналах споглядання – домінуюча риса, зрозуміло, що ця друкована продукція створюється для відпочинку. Такі журнали практично не розраховані на читання, вони захоплюють людину не своїм інформативним насиченням, а яскравим образом, що символізує успіх, щастя, багатство. Гламур – це маскування, котре потрібно для того, аби підвищити соціальний статус в очах оточуючих. Гламур потрібен для того, аби оточуючі думали, що людина має доступ до нескінченного фінансового джерела.

## Поліграфічне виконання
Аналіз зовнішнього вигляду «глянцевих» видань дозволяє стверджувати, що переважна більшість з них має якісно виконані обкладинку та ілюстративний матеріал. На обкладинці переважають фотознімки відомих персон, яким присвячена головна стаття конкретного випуску. Так як, основною функцією «глянцевого» видання є розважальна, тож ілюстративний матеріал на його сторінках суттєво переважає друкований текст. Слід зазначити, що велика увага приділяється заголовкам статей – характерний розмір шрифту, яскраве кольорове оформлення.